# Rio Jökulsá á Fjöllum
O rio Jökulsá á Fjöllum é o segundo mais longo rio da Islândia (206 km). A sua nascente é o glaciar Vatnajökull. É conhecido pelas cataratas Selfoss e Dettifoss e pelo desfiladeiro do Parque Nacional Jökulsárgljúfur, formado pela explosão de um vulcão situado sob o rio.